# Јанина Викмајер
Јанина Викмајер (зфлам. Yanina Wickmayer; рођена 20. октобра 1989) је белгијска тенисерка, која од 22. марта 2010. заузима 14. место на ВТА листи најбољих тенисерки света, и тренутно је најбоље пласирана тенисерка из Белгије, испред Ким Клајстерс и Жистин Енен. Највећи успех у појединачној конкуренцији, поред три освојена турнира, јесте полуфинале Отвореног првенства Сједињених Америчких Држава 2009, у коме је изгубила од Каролине Возњацки. Крајем 2009. године, Викмајеровој је забрањено да се такмичи на професионалним турнирима на годину дана након што се није појавила на анти–допинг тесту, а та одлука је касније поништена.

## Детињство и почеци
Јанина Викмајер је рођена 20. октобра 1989. у Лијеру, предграђу Антверпена. Родитељи Марк Викмајер и Данијела Денивој су јој дали име по кћерки њиховог омиљеног фудбалера Дијега Арманда Марадоне. Њена мајка је умрла од рака када је Викмајерова имала девет година, због чега је многи белгијски медији пореде са великом тениском звездом Жистин Енен. Тада је почела и да тренира тенис, а отац Марк је данас њен тренер. Викмајерова је такође успешно тренирала теквондо. Током кратког боравка на Флориди је добила понуду од Ника Болетијерија да се придружи његовом тениском кампу, али је одбила и вратила се да тренира у Белгији.

## Приватни живот
Викмајерова тренутно тренира на престижној академији Муратоглу у Паризу. Говори течно холандски, француски и енглески језик, а узор у тенису била јој је Белгијанка Ким Клајстерс. У децембру 2009, Викмајерова је потписала спонзорски уговор са белгијском компанијом за телекомуникације Telenet.

## Контроверзе
1. октобра 2009. објављено је да ће против Викмајерове и белгијског тенисера Завијера Малиса бити вођен судски процес, будући да се неколико пута нису појавили на својим анти–допинг тестовима. Викмајерова је изјавила да није успела да се повеже са правим људима везаним за тест, те да је о судском процесу обавештена путем поште. Саслушање двоје тенисера обављено је 22. октобра 2009, а 5. новембра саопштена је одлука суда. Одлучено је да се обома забрани учешће на професионалним турнирима на годину дана. И Викмајерова и Малис уложили су званичне жалбе које су уважене. И поред тога што јој је дозвољено да се поново такмичи и што је у међувремену освојила турнир АСБ класик, Викмајерова је морала да игра квалификације за Отворено првенство Аустралије 2010.

## Награде
- 2009 — Награда ВТА за тенисерку која је највише напредовала

## Статистике у каријери

### ВТА појединачна финала (3–2)
| Исход  | #  | Датум             | Турнир      | Подлога | Противница          | Резултат            |
| Пораз  | 1. | 9. јун 2008.      | Бирмингем   | Трава   | Катарина Бондаренко | 7–6(7), 3–6, 7–6(4) |
| Победа | 1. | 8. мај 2009.      | Ешторил     | Шљака   | Јекатерина Макарова | 7–5, 6–2            |
| Пораз  | 2. | 20. јун 2009.     | Хертохенбос | Трава   | Тамарин Танасугарн  | 6–3, 7–5            |
| Победа | 2. | 18. октобар 2009. | Линц        | Тврда   | Петра Квитова       | 6–3, 6–4            |
| Победа | 3. | 9. јануар 2010.   | Окланд      | Тврда   | Флавија Пенета      | 6–3, 6–2            |

### ВТА финала у паровима (0–1)
| Исход | #  | Датум         | Турнир      | Подлога | Партнерка        | Противнице                | Резултат          |
| Пораз | 1. | 19. јун 2009. | Хертохенбос | Трава   | Михаела Крајичек | Сара Ерани Флавија Пенета | 6–4, 5–7, [13–11] |